# Laorent Shabani
Laorent Shabani (19 agosto 1999) è un calciatore svedese naturalizzato albanese, centrocampista del Varberg in prestito dall'IFK Norrköping.

## Carriera

### Club
Il 6 marzo 2020 viene ingaggiato a parametro zero dalla squadra svedese del Sirius, con cui disputa due campionati e mezzo di Allsvenskan ritagliandosi un posto stabile da titolare a partire dal 2021. Nel corso della stagione 2022, a luglio, è stato invece acquistato dall'IFK Norrköping, altra squadra della massima serie svedese. La sua permanenza in biancoblu è durata poco più di un anno, periodo durante il quale ha collezionato 17 presenze e 3 reti nella rimanente parte dell'Allsvenskan 2022 e 15 presenze e una rete nell'Allsvenskan 2023 fino a quando non è partito a campionato in corso.
Il 31 agosto 2023 è infatti approdato nella seconda serie spagnola all'FC Andorra attraverso un prestito valido fino all'estate successiva. La sua permanenza sui Pirenei tuttavia è durata meno del previsto, in quanto, dopo aver giocato solamente due partite di LaLiga 2 e una di Coppa del Re, nel gennaio 2024 è rientrato anticipatamente all'IFK Norrköping, dove ha giocato per una stagione prima di scendere nella seconda serie svedese con il prestito al Varberg.

### Nazionale
Ha giocato nelle nazionali giovanili svedesi Under-16, Under-18 ed Under-19.
Debutta con la maglia della nazionale albanese Under-21 il 5 giugno 2018, nella partita amichevole vinta per 3 a 2 contro la Bielorussia Under-21.

## Statistiche

### Presenze e reti nei club
Statistiche aggiornate al 28 agosto 2023.
| Stagione              | Squadra               | Campionato            | Campionato | Campionato | Coppe nazionali | Coppe nazionali | Coppe nazionali | Coppe continentali | Coppe continentali | Coppe continentali | Altre coppe | Altre coppe | Altre coppe | Totale | Totale |
| Stagione              | Squadra               | Comp                  | Pres       | Reti       | Comp            | Pres            | Reti            | Comp               | Pres               | Reti               | Comp        | Pres        | Reti        | Pres   | Reti   |
| --------------------- | --------------------- | --------------------- | ---------- | ---------- | --------------- | --------------- | --------------- | ------------------ | ------------------ | ------------------ | ----------- | ----------- | ----------- | ------ | ------ |
| 2020                  | Sirius                | A                     | 26         | 0          | CS              | 1               | 1               | -                  | -                  | -                  | -           | -           | -           | 27     | 1      |
| 2021                  | Sirius                | A                     | 28         | 1          | CS              | 4               | 0               | -                  | -                  | -                  | -           | -           | -           | 32     | 1      |
| mar.-lug. 2022        | Sirius                | A                     | 11         | 1          | CS              | 0               | 0               | -                  | -                  | -                  | -           | -           | -           | 11     | 1      |
| Totale Sirius         | Totale Sirius         | Totale Sirius         | 65         | 2          |                 | 5               | 1               |                    | -                  | -                  |             | -           | -           | 70     | 3      |
| lug.-dic. 2022        | IFK Norrköping        | A                     | 17         | 3          | CS              | 5               | 1               | -                  | -                  | -                  | -           | -           | -           | 22     | 4      |
| mar.-ago. 2023        | IFK Norrköping        | A                     | 15         | 1          | CS              | 0               | 0               | -                  | -                  | -                  | -           | -           | -           | 15     | 1      |
| Totale IFK Norrköping | Totale IFK Norrköping | Totale IFK Norrköping | 32         | 4          |                 | 5               | 1               |                    | -                  | -                  |             | -           | -           | 37     | 5      |
| 2023-2024             | FC Andorra            | SD                    | 0          | 0          | CR              | 0               | 0               | -                  | -                  | -                  | -           | -           | -           | 0      | 0      |
| Totale carriera       | Totale carriera       | Totale carriera       | 97         | 6          |                 | 10              | 2               |                    | -                  | -                  |             | -           | -           | 107    | 8      |

### Cronologia presenze e reti in nazionale
| Cronologia completa delle presenze e delle reti in nazionale ― Albania under 21 | Cronologia completa delle presenze e delle reti in nazionale ― Albania under 21 | Cronologia completa delle presenze e delle reti in nazionale ― Albania under 21 | Cronologia completa delle presenze e delle reti in nazionale ― Albania under 21 | Cronologia completa delle presenze e delle reti in nazionale ― Albania under 21 | Cronologia completa delle presenze e delle reti in nazionale ― Albania under 21 | Cronologia completa delle presenze e delle reti in nazionale ― Albania under 21 | Cronologia completa delle presenze e delle reti in nazionale ― Albania under 21 |
| Data                                                                            | Città                                                                           | In casa                                                                         | Risultato                                                                       | Ospiti                                                                          | Competizione                                                                    | Reti                                                                            | Note                                                                            |
| ------------------------------------------------------------------------------- | ------------------------------------------------------------------------------- | ------------------------------------------------------------------------------- | ------------------------------------------------------------------------------- | ------------------------------------------------------------------------------- | ------------------------------------------------------------------------------- | ------------------------------------------------------------------------------- | ------------------------------------------------------------------------------- |
| 5-6-2018                                                                        | Elbasan                                                                         | Albania under 21                                                                | 3 – 2                                                                           | Bielorussia under 21                                                            | Amichevole                                                                      | -                                                                               | 85’                                                                             |
| 8-6-2018                                                                        | Elbasan                                                                         | Albania under 21                                                                | 1 – 1                                                                           | Bielorussia under 21                                                            | Amichevole                                                                      | -                                                                               | 76’                                                                             |
| Totale                                                                          |                                                                                 | Presenze                                                                        | 2                                                                               |                                                                                 | Reti                                                                            | 0                                                                               |                                                                                 |